# Athlétisme aux Jeux sud-américains
Les compétitions d'athlétisme aux Jeux sud-américains sont disputées depuis la première édition en 1978.
En 2006 et 2010, ce sont les Championnats d'Amérique du Sud d'athlétisme espoirs qui constituent les épreuves d'athlétisme des Jeux.

## Éditions
| Édition | Année                      | Ville        | Pays      | Épreuves | Épreuves |
| Édition | Année                      | Ville        | Pays      | Hommes   | Femmes   |
| ------- | -------------------------- | ------------ | --------- | -------- | -------- |
| I       | 1978 (résultats détaillés) | La Paz       | Bolivie   | 22       | 13       |
| II      | 1982 (résultats détaillés) | Santa Fe     | Argentine | 23       | 16       |
| III     | 1986 (résultats détaillés) | Santiago     | Chili     | 23       | 17       |
| IV      | 1990 (résultats détaillés) | Lima         | Pérou     | 23       | 19       |
| V       | 1994 (résultats détaillés) | Valencia     | Venezuela | 24       | 19       |
| VI      | 1998 (résultats détaillés) | Cuenca       | Équateur  | 24       | 21       |
| VII     | 2002 (résultats détaillés) | Belém        | Brésil    | 22       | 22       |
| VIII    | 2006 (résultats détaillés) | Buenos Aires | Argentine | 22       | 22       |
| IX      | 2010 (résultats détaillés) | Medellín     | Colombie  | 21       | 21       |
| X       | 2014 (résultats détaillés) | Santiago     | Chili     |          |          |
| X       | 2018 (résultats détaillés) | Cochabamba   | Bolivie   |          |          |
| X       | 2022 (résultats détaillés) | Asuncion     | Paraguay  |          |          |